# Chico DeBarge
Chico DeBarge, cantante de urban y neo soul nacido el 23 de junio de 1966 en Grand Rapids. Hermano de los componentes del grupo de urban Debarge. Tras participar de vez en cuando con sus hermanos, emprendió una carrera en solitario en Motown a finales de los '80. En 1986, con su debut homónimo consiguió una gran audiencia gracias al sencillo "Talk to me". En 1987 editó el álbum "Kiss serious". Poco después fue arrestado siendo acusado por delitos relacionados con la droga. Tras cumplir su condena, en 1997 lanzó el álbum "Long time no see". En 1999 lanzó "The game", y cuatro años después "Free" (2003).

## Discografía

### Álbumes de estudio
- 1986: Chico DeBarge
- 1987: Kiss Serious
- 1997: Long Time No See
- 1999: The Game
- 2003: Free
- 2009: Addiction'

### Sencillos
- 1986: "Talk to Me" (US #21, R&B #7, UK #88)
- 1987: "The Girl Next Door"
- 1987: "Rainy Night" (R&B #18)
- 1997: "Iggin' Me" (UK #50)
- 1997: "Love Still Good"
- 1998: "No Guarantee" (featuring Joe)
- 1998: "Virgin" (R&B #97)
- 1999: "Soopaman Lover" (R&B #55)
- 1999: "Give You What You Want (Fa Sure)" (US #71, R&B #11)
- 1999: "Give You What You Want (South Central Remix)" (featuring Trina)
- 2000: "Listen to Your Man" (featuring Joe) (R&B #41)
- 2000: "Playa Hater"
- 2003: "Home Alone"
- 2009: "Oh No" (R&B #76)

- Datos: Q5096420